# 清津有軌電車
清津有軌電車（朝鲜语：／ Ch'ŏngjin Kwedochŏnch'a */?）是朝鲜民主主义人民共和国咸鏡北道清津市的路面電車，使用中华人民共和国製造的車輛。

## 經歷
在1970年代，朝鲜曾在清津市面建造了無軌電車服務市內居民，但後期因電力短缺及載客量不斷減少。無軌電車缺乏橡膠和良好的輪胎，出現了運輸量過低等問題。
進入1990年代，朝鲜政府在建設平壤電車後，決定推動建造清津市內的有軌電車。有軌電車在1998年11月開始舖設軌道，於1999年7月2日通車。第一次通車開通了由南清津至鳳泉洞之間6公里的路段。
在2000年，電車路線再延長13公里。朝鲜當局本來計劃興建的路線達32公里，但因資源不足而擱置計劃。